# Salut à toi, pays de nos aïeux

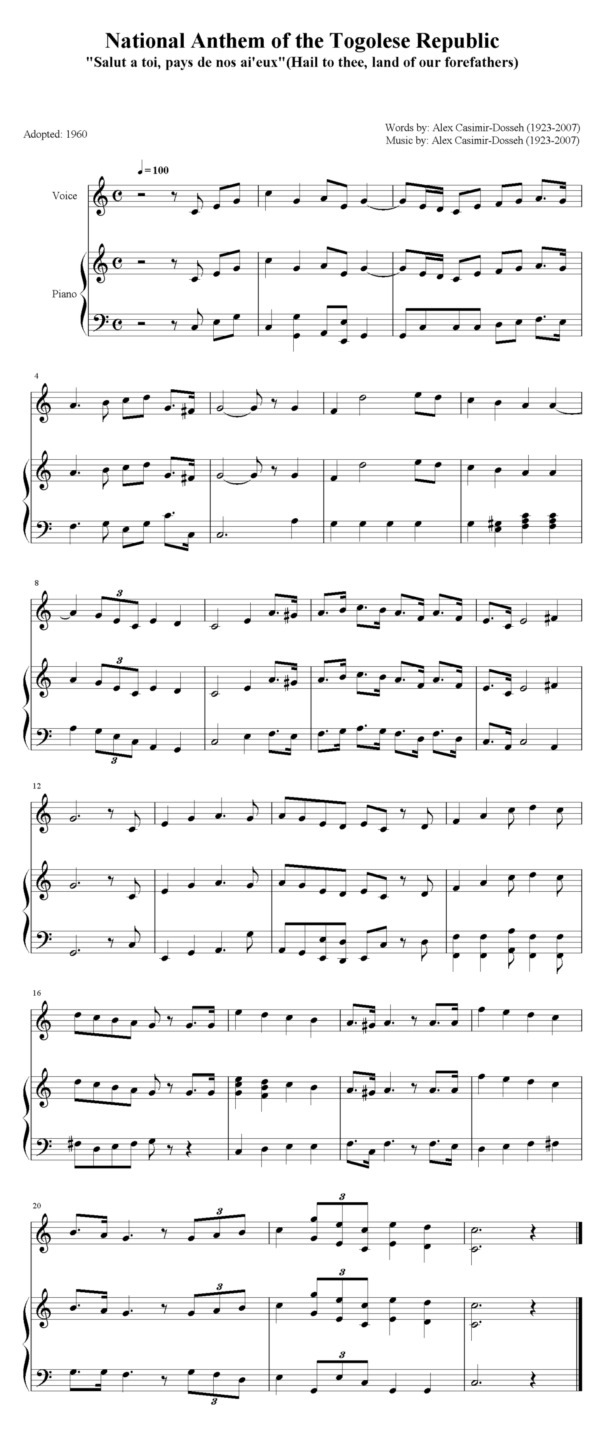
Dies ist die Nationalhymne Togos.

Salut à toi, pays de nos aïeux ist seit 1960 die Nationalhymne von Togo. Sie wurde von Alex Casimir-Dosseh komponiert. Zwischen 1979 und 1992 war jedoch ein anderes Stück die offizielle Hymne.

## Französischer Text
Salut à toi, pays de nos aïeux, 

Toi qui les rendait forts, 

Paisibles et joyeux. 

cultivant vertu vaillance pour la postérité.
 
Que viennent les tyrans, 

Ton cœur soupire vers la liberté. 

Togo debout! Luttons sans défaillance! 

Vainquons ou mourrons, mais dans la dignité. 

Grand Dieu, toi seul nous a exaltés, 

Du Togo pour la prospérité. 

Togolais viens! Bâtissons la cité!
Dans l’unité nous voulons te servir, 

C’est bien là de nos cœurs, le plus ardent désir. 

Clamons fort notre devise, 

Que rien ne peut ternir. 

Seul artisan de ton bonheur, ainsi que de ton avenir, 

brisons partout les chaînes de la traîtrise! 

Et nous te jurons toujours fidélité, 

Et aimer servir, se dépasser, 

Faire encore de toi sans nous lasser, 

Togo chéri, l’or de l’humanité. 

Salut, Salut à l’Univers entier! 

Unissons nos efforts sur l’immense chantier 

D’où naîtra toute nouvelle 

La Grande Humanité. 

Partout au lieu de la misère, apportons la félicité. 

Chassons du monde la haine rebelle! 

Finis l’esclavage et la Captivité! 

A l’étoile de la liberté, 

Renouons la solidarité 

Des nations dans la fraternité.

## Deutsche Übersetzung
Gruß an Dich, Land unserer Ahnen,

Du, das sie stark machte,

Friedlich und fröhlich.

Und kommen die Tyrannen, 

seufzt Dein Herz nach Freiheit.

Togo steh auf! Lasst uns kämpfen ohne zu versagen!

Wir siegen oder wir sterben, aber in Würde.

Großer Gott, du allein hast uns beflügelt,

Von Togo für den Wohlstand.

Togolese komm! Lasst uns die Stadt bauen!

In Einheit wollen wir dir dienen,

Das ist es, das glühendste Verlangen unserer Herzen.

Lasst uns laut unsere Devise rufen,

Dass nichts (uns) ermatten kann!

Alleiniger Schöpfer deines Glücks sowie deiner Zukunft,

Lasst uns überall die Ketten des Verrats brechen!

Und wir schwören dir dauernde Treue,

Und zu lieben zu dienen, (uns) zu übertreffen,

Um aus dir ohne zu ermatten,

Geliebtes Togo, das Gold der Menschheit zu machen.

Gruß, Gruß ans gesamte Universum!

Lasst uns unsere Anstrengungen auf der unermesslichen Baustelle vereinen

Von wo aus ganz neu geboren werden wird

Die große Menschheit.

Überall an Orte des Elends lasst uns die Glückseligkeit bringen!

Lasst uns aus der Welt den aufsässigen Hass verjagen!

Beende die Knechtschaft und die Gefangenschaft!

Am Stern der Freiheit

Lasst uns die Solidarität erneuern

der Nationen in Brüderlichkeit.